# Scatopsciara nacta
Scatopsciara nacta är en tvåvingeart som först beskrevs av Oskar Augustus Johannsen 1912.  Scatopsciara nacta ingår i släktet Scatopsciara och familjen sorgmyggor. Inga underarter finns listade i Catalogue of Life.